# Руткі (Поморське воєводство)
Руткі (пол. Rutki) — село в Польщі, у гміні Жуково Картузького повіту Поморського воєводства.
У 1975-1998 роках село належало до Гданського воєводства.